# Наговское сельское поселение
Наго́вское сельское поселение— муниципальное образование в Старорусском районе Новгородской области.
Административный центр — деревня Нагово, находится в 11 км к северо-западу от города Старая Русса, на автодороге Р51.

## История

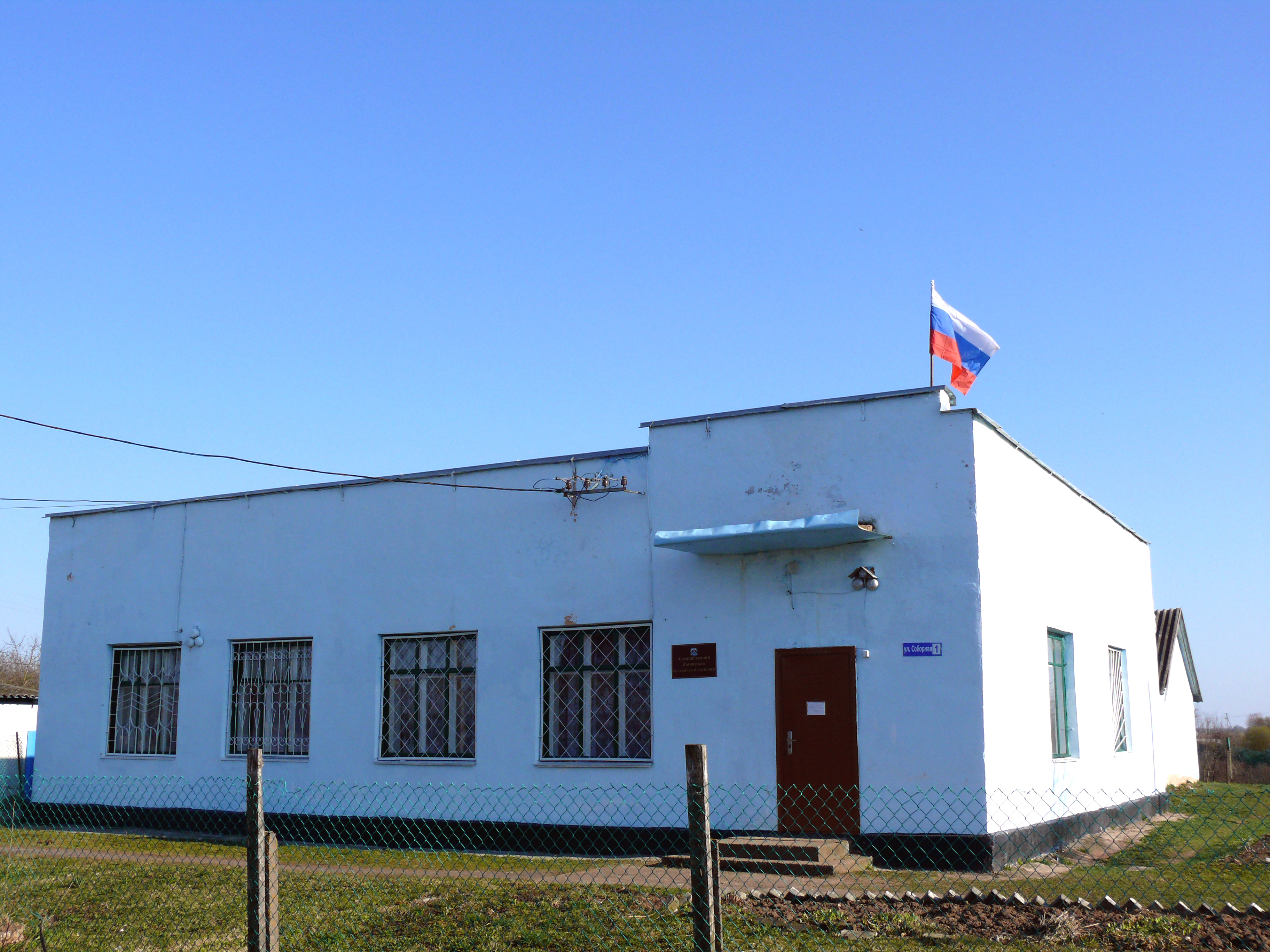
Администрация Наговского сельского поселения

Согласно областному закону № 725-ОЗ от 30.03.2010 в состав Наговского поселения вошли упразднённые Большевороновское, Борисовское, Бурегское и Луньшинское сельские поселения .

## Население
| 2010  | 2012  | 2013  | 2014  | 2015  | 2016  | 2017  |
| ----- | ----- | ----- | ----- | ----- | ----- | ----- |
| 3892  | ↗3944 | ↗3954 | ↗4008 | ↘3831 | ↘3782 | ↘3719 |
| 2021  |       |       |       |       |       |       |
| ↘2527 |       |       |       |       |       |       |

## Состав сельского поселения
| №  | Населённый пункт | Тип населённого пункта          | Население |
| -- | ---------------- | ------------------------------- | --------- |
| 1  | Анишино-1        | деревня                         | 233       |
| 2  | Бакочино         | деревня                         | 238       |
| 3  | Бахмутово        | деревня                         | ↘8        |
| 4  | Берёзно          | деревня                         | 16        |
| 5  | Бологижа         | деревня                         | 0         |
| 6  | Большое Вороново | деревня                         | 209       |
| 7  | Большое Орехово  | деревня                         | 32        |
| 8  | Большое Учно     | деревня                         | 84        |
| 9  | Большой Ужин     | деревня                         | 79        |
| 10 | Борисово         | деревня                         | 401       |
| 11 | Бубновщина       | деревня                         | 3         |
| 12 | Буреги           | деревня                         | ↗370      |
| 13 | Бычково          | деревня                         | 53        |
| 14 | Валтошино        | деревня                         | ↘8        |
| 15 | Вересково        | деревня                         | 43        |
| 16 | Виленка          | деревня                         | 36        |
| 17 | Волковицы        | деревня                         | 54        |
| 18 | Высокое          | деревня                         | 3         |
| 19 | Горка            | деревня                         | ↘29       |
| 20 | Гостеж           | деревня                         | 44        |
| 21 | Деревик          | деревня                         | ↗5        |
| 22 | Дубровка         | деревня                         | 4         |
| 23 | Еваново          | деревня                         | 5         |
| 24 | Евахново         | деревня                         | 11        |
| 25 | Елицы            | деревня                         | 10        |
| 26 | Жилой Чернец     | деревня                         | 43        |
| 27 | Загорье          | деревня                         | 6         |
| 28 | Заклинье         | деревня                         | 2         |
| 29 | Иванцево         | деревня                         | 13        |
| 30 | Ионово           | деревня                         | ↘7        |
| 31 | Кателево         | деревня                         | 75        |
| 32 | Клинково         | деревня                         | 26        |
| 33 | Крекша           | деревня                         | 5         |
| 34 | Леохново         | деревня                         | 0         |
| 35 | Липецко          | деревня                         | ↘8        |
| 36 | Лукино           | деревня                         | 65        |
| 37 | Луньшино         | деревня                         | 286       |
| 38 | Лядинки          | деревня                         | 17        |
| 39 | Малое Вороново   | деревня                         | 87        |
| 40 | Малое Орехово    | деревня                         | 15        |
| 41 | Малый Ужин       | деревня                         | 19        |
| 42 | Муравьёво        | деревня                         | 74        |
| 43 | Нагово           | деревня, административный центр | 347       |
| 44 | Нечаино          | деревня                         | 24        |
| 45 | Новое Солобско   | деревня                         | 8         |
| 46 | Овинцево         | деревня                         | 1         |
| 47 | Отока            | деревня                         | ↗18       |
| 48 | Пеньково         | деревня                         | 122       |
| 49 | Пестово          | деревня                         | 38        |
| 50 | Подоложь         | деревня                         | ↘22       |
| 51 | Подтеремье       | деревня                         | 11        |
| 52 | Поречье          | деревня                         | 0         |
| 53 | Псижа            | деревня                         | ↗58       |
| 54 | Пуговкино        | деревня                         | 10        |
| 55 | Пустой Чернец    | деревня                         | 35        |
| 56 | Пустошь          | деревня                         | →42       |
| 57 | Разлив           | деревня                         | 39        |
| 58 | Рашуча           | деревня                         | 10        |
| 59 | Ретлё            | деревня                         | →33       |
| 60 | Савкино          | деревня                         | 15        |
| 61 | Солобско         | деревня                         | ↘40       |
| 62 | Трухново         | деревня                         | 1         |
| 63 | Ужин             | деревня                         | 3         |
| 64 | Устрека          | деревня                         | 237       |
| 65 | Хутонька         | деревня                         | 7         |
| 66 | Шишиморово       | деревня                         | 45        |

## Достопримечательности
Памятниками истории, архитектуры
- каменный амбар Морозова, усадьба Вороново, амбар Меньшикова в деревне Виленка, амбар Ларионова в деревне Загорье
- братские захоронения советских воинов в деревнях Буреги, Высокое, Иванцево, Луньшино, Муравьево, Нагово, Псижа, Ужин, Устрека а также памятник воинам — якутам 19-й отдельной стрелковой бригады в деревне Ретлё.

Памятники археологии
- древние курганы в деревнях Буреги, Горка, Гостеж, Солобско, Ретлё, Устрека
- сопки в деревнях Гостеж и Подтеремье

Действующие церкви
- Спасо-Преображенская церковь в селе Леохново, Церковь Покрова в деревне Борисово, Церковь Великомученицы Анастасии в деревне Бакочино. Церковь в Нагово.

Недействующие церквиВоскресенский собор и Никольская церковь в Бурегах, Церковь Казанской Богоматери, Церковь «Утоли моя печали».
Памятники природы регионального значения
- родник «Живоносный источник»
- «Ильменский глинт».